# Caesalpinia sappan
Caesalpinia sappan ist eine Pflanzenart in der Unterfamilie der Johannisbrotgewächse (Caesalpinioideae) innerhalb der Familie der Hülsenfrüchtler (Fabaceae). Sie ist im tropischen Asien verbreitet. Sie war eine wichtige Färberpflanze, wurde auch sonst vielseitig genutzt und ist eine vielfältig verwendete Heilpflanze.

## Beschreibung und Phänologie

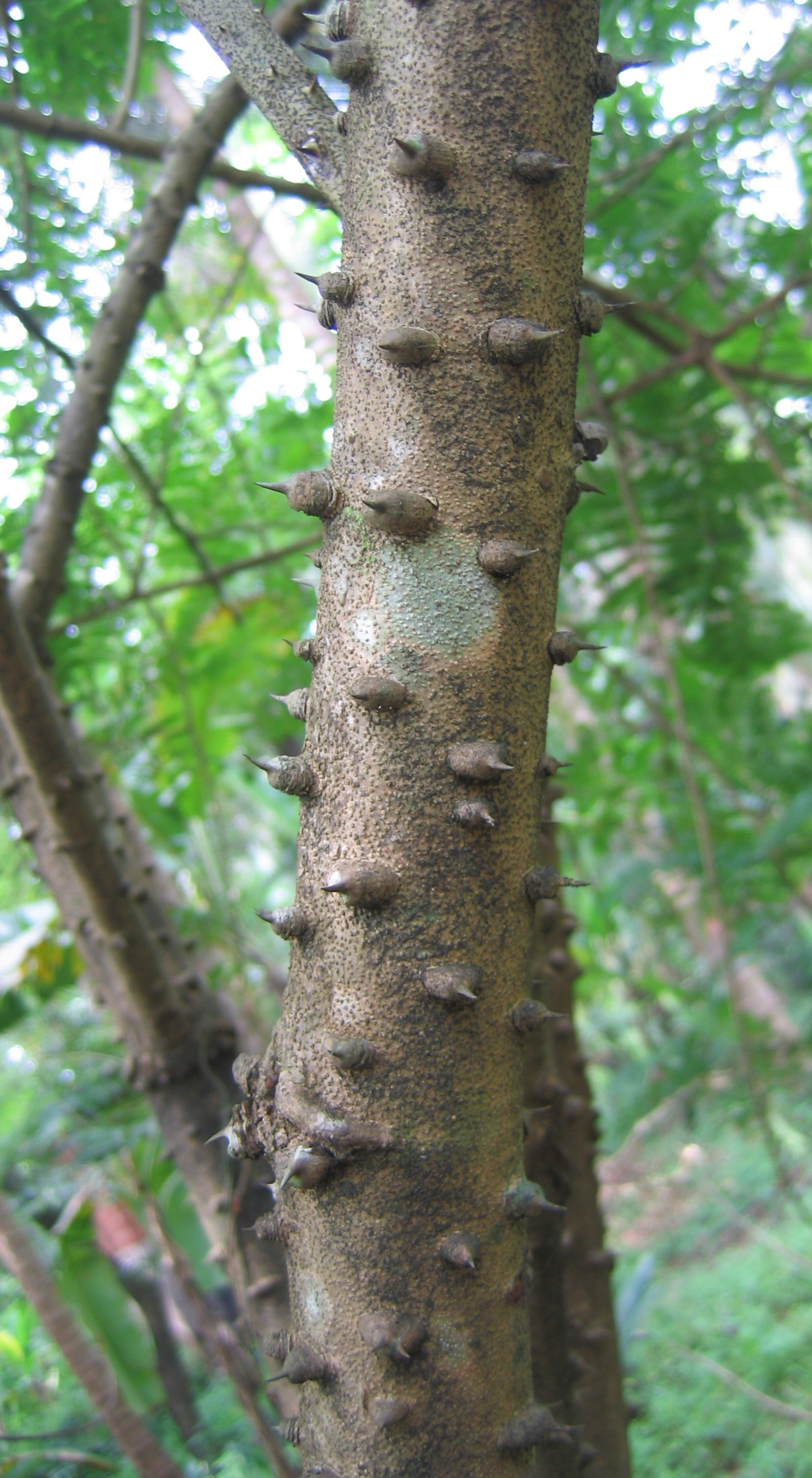
Borke mit Dornen

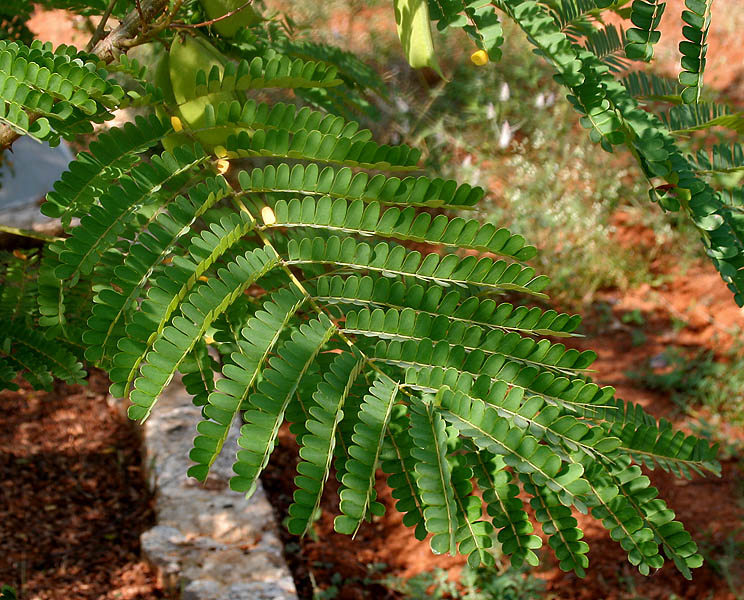
Doppelt gefiedertes Laubblatt

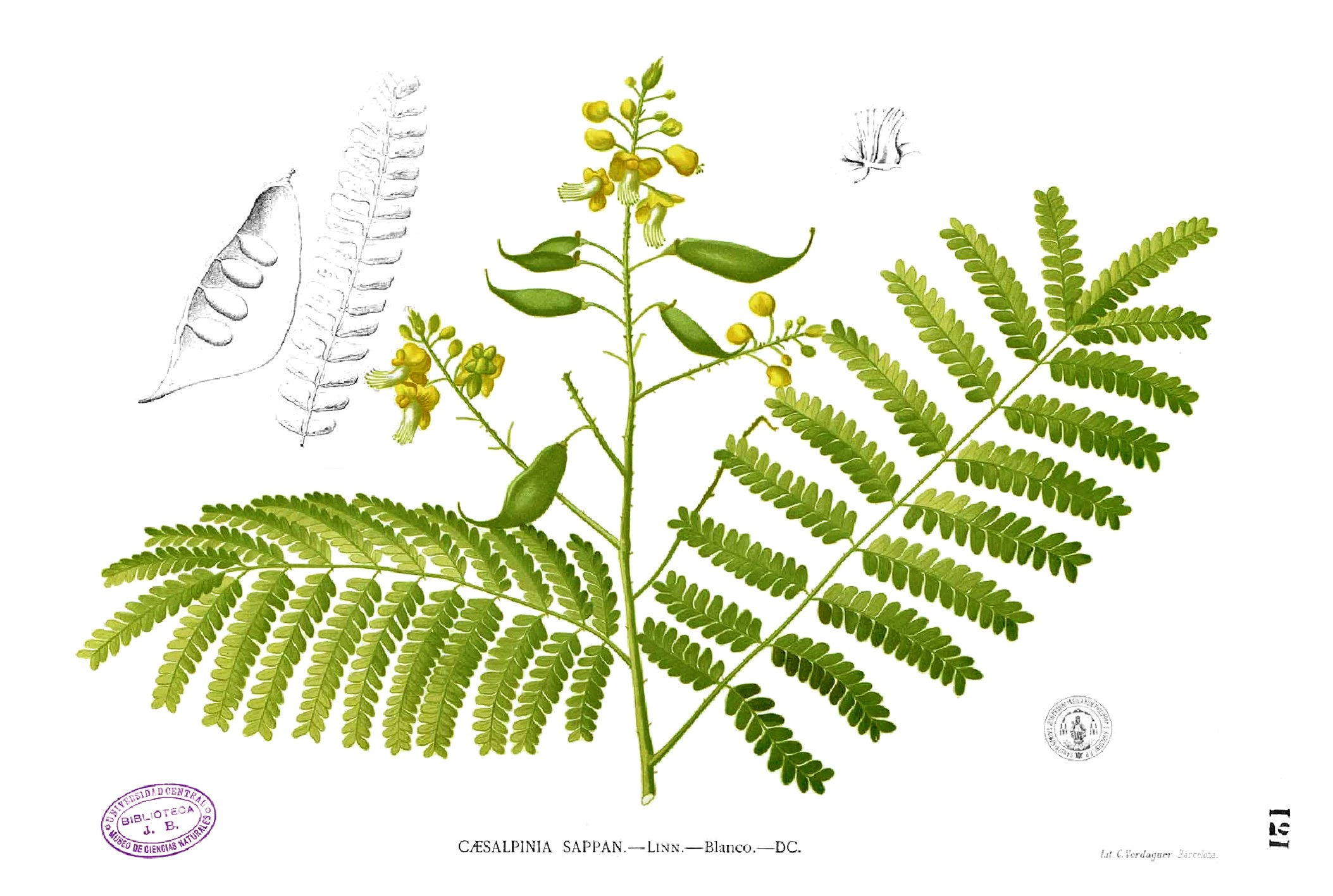
Illustration aus Blanco

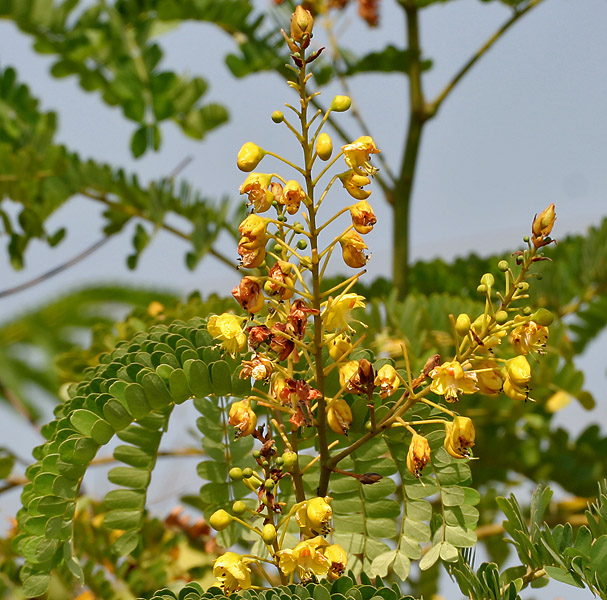
Endständiger, verzweigter Blütenstand

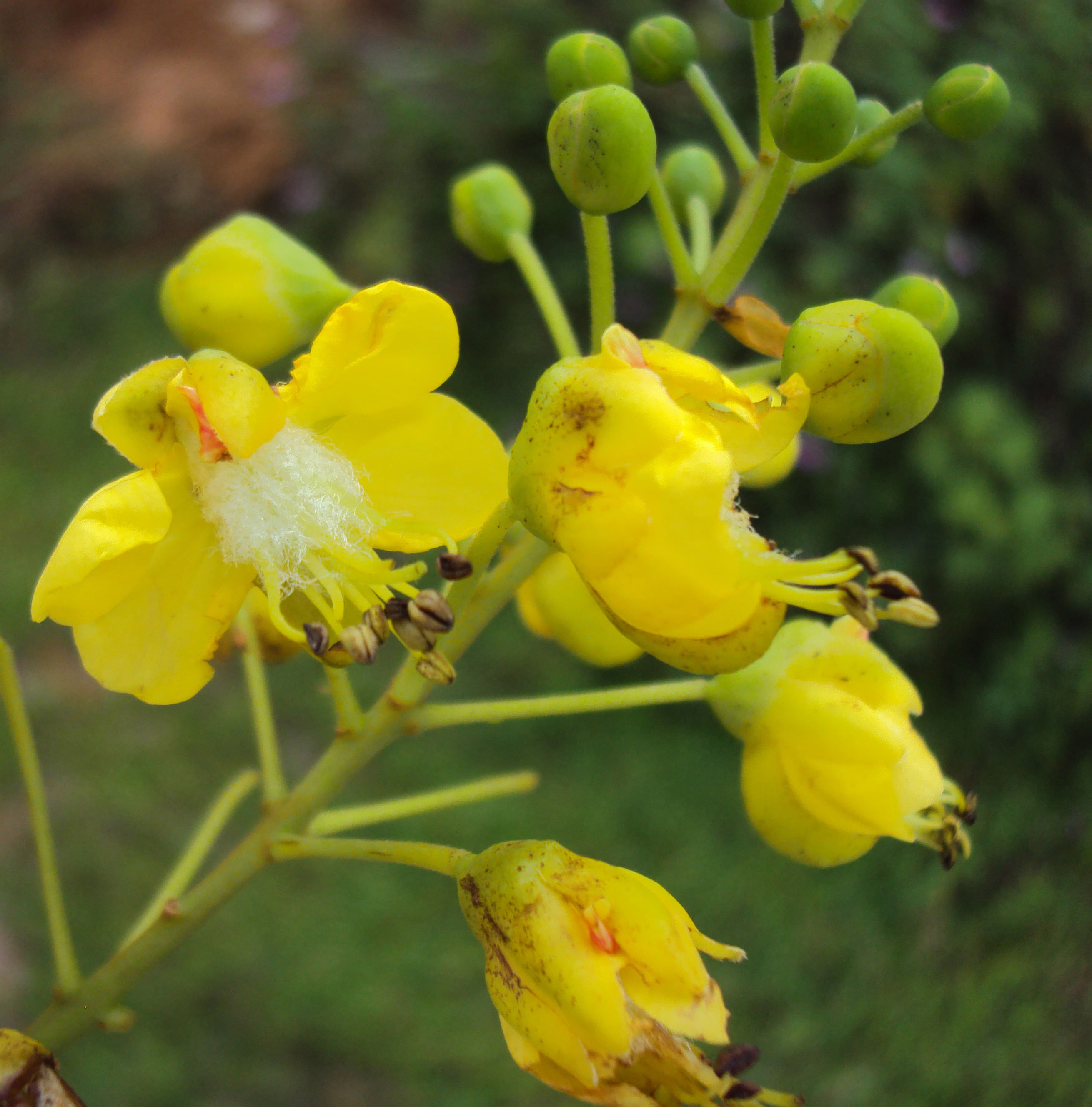
Ausschnitt eines Blütenstandes

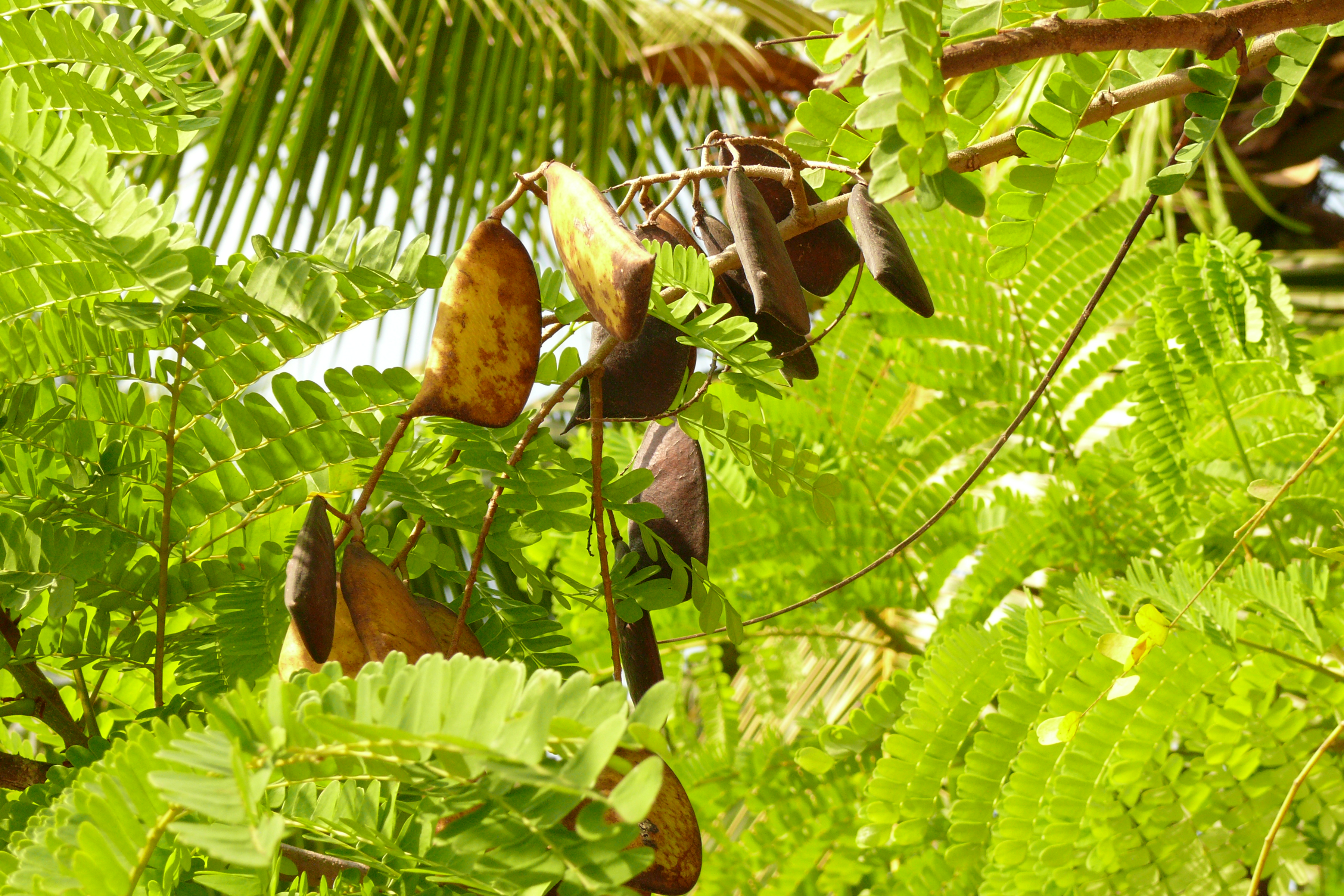
Reifende bis reife, verholzte Hülsenfrüchte

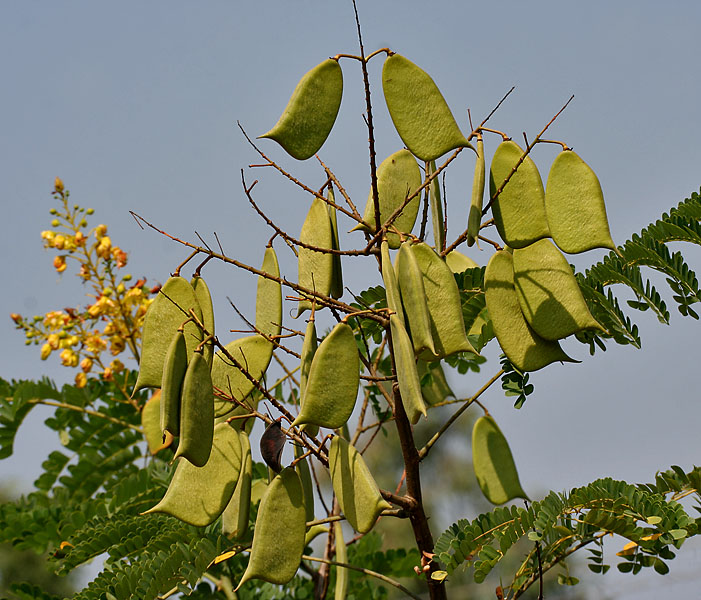
Endständiger Fruchtstand mit unreifen Hülsenfrüchten

### Erscheinungsbild, Wurzelsystem, Rinde und Blatt
Caesalpinia sappan wächst anfangs als laubabwerfender Strauch, später oft als strauchförmiger, kleiner bis mittelgroßer Baum, der Wuchshöhen von meist 4 bis 8, selten bis über 10 Metern und Stammdurchmesser von bis über 20 Zentimetern erreicht. Die dunklen, drahtigen Faserwurzeln besitzen keine Wurzelknöllchen. Das Wachstum erfolgt das ganze Jahr über. Die oberirdischen Pflanzenteile sind, außer der Borke sowie der Hülsenfrüchte, kurz flaumig behaart (Indument). Die gräulich-braune Borke ist deutlich gefurcht. Die braune Rinde der Zweige ist anfangs behaart und es sind dicht angeordnete deutlich erkennbare Lentizellen vorhanden. Seine Stämme und Äste besitzen viele Dornen. Die Knospen sind behaart.
Die wechselständig und spiralig an den Zeigen angeordneten Laubblätter sind zusammengesetzt. Die meist 30 bis 45 (20 bis zu 50) Zentimeter lange sowie 10 bis 20 Zentimeter breite Blattspreite ist doppelt gefiedert. Die meist 7 bis 13 (8 bis 16) gegenständigen Fiederpaare erster Ordnung sind 8 bis 12, manchmal bis zu 20 Zentimeter lang und besitzen an ihrer Basis Dornen. Je Fieder erster Ordnung sind 10 bis 17, manchmal bis zu 20 Paare Fiederblättchen vorhanden, die an der Blattrhachis in einem schrägen Winkel dicht zusammenstehen. Die fast sitzenden, mehr oder weniger ledrigen bis pergamentartigen Fiederblättchen sind bei einer Länge von 10 bis 20 Millimetern sowie einer Breite von meist 5 bis 7 (6 bis 10) Millimetern länglich bis mehr oder weniger rhombisch mit einer deutlich schiefen Basis und gerundetem bis ausgerandetem oberen Ende. Beide Blattflächen sind kahl oder spärlich behaart und die Blattoberseite ist glänzend. Es sind Nebenblätter vorhanden. Die dünnen Seitennerven sind auf beiden Blattseiten deutlich zu erkennen und reichen fast bis zu den Blatträndern.

### Blütenstand und Blüte
Bereits ein Jahr nach der Keimung können die ersten Blütenstände gebildet werden. Die Blütezeit liegt meist in der Regenzeit; in China liegt sie zwischen Mai und Oktober. Es werden meist end-, manchmal achselständige, auf 30 bis 40 Zentimeter langen Blütenstandsschäften stehende rispige Gesamtblütenstände, gebildet, die auf 9 bis 15 Zentimeter langen Blütenstandsschäften traubige Teilblütenstände enthalten. Die Blütenstandsrhachis ist flaumig behaart. Die früh abfallenden Tragblätter sind relativ groß und lanzettlich. Sie sind bei einer Länge von etwa 6 Millimetern eiförmig und zugespitzt. Der kurz flaumig behaarte Blütenstiel ist etwa 1,5 Zentimeter lang.
Die duftenden, zwittrigen und gestielten Blüten sind bei einer Höhe von 2 bis 3 Zentimetern und einer Breite von 2 bis 2,5 Zentimetern schwach zygomorph und fünfzählig mit doppelter Blütenhülle. Die Blütenachse (Receptaculum) ist flach tellerförmig. Die fünf etwas ungleichen, kahlen Kelchblätter, wobei das unterste größer ist als die anderen, sind zu einer kappenförmigen, etwa 3 Millimeter langen Kelchröhre verwachsen. Die fünf freien, kurz genagelten Kronblätter sind flaumig behaart und drüsig punktiert. Die gelben Kronblätter sind an ihrer Basis rosafarben getönt. Die oberen Kronblätter sind keilförmig und die anderen verkehrt-eiförmig; das oberste ist am kleinsten. Die zehn Staubblätter sind etwa so lang wie die Kronblätter oder überragen diese etwas. Die Staubfäden sind auf der unteren Hälfte dicht filzig bis flaumig behaart. Das gestielte, einzige Fruchtblatt ist knapp oberständig und flaumig bis samtig behaart. Der schlanke, relativ kurze und behaarte Griffel endet in einer kopfigen und gestutzten Narbe.

### Frucht und Samen
Die kahle, anfangs gelblich-grüne Hülsenfrucht ist bei einer Länge von 7 bis 10 Zentimetern und einer Breite von 3 bis 4 Zentimetern relativ dick, stark abgeflacht, schräg-länglich, zylindrisch-verkehrteiförmig, mit einer verschmälerten Basis sowie einem schief gestutztem oberen Ende und sie ist deutlich gekrümmt geschnäbelt. Die Früchte reifen etwa 6 Monate nach der Befruchtung. Die Früchte reifen während der Trockenzeit; in China reifen sie zwischen Juli und März. Bei Reife öffnet sich die glänzend rötlich-braune, holzige Hülsenfrucht und enthält meist zwei oder drei, selten bis zu fünf Samen.
Die (hell) braunen Samen sind bei einer Länge von 18 bis 20 Millimetern und einer Breite von 10 bis 12 Millimetern ellipsoid und etwas abgeflacht. Die Tausendkornmasse liegt bei 375,63 g. Die Samen fallen aus den Hülsenfrüchten und bilden während der Trockenzeit eine Samenbank. Die Keimung erfolgt erst sobald am Beginn der Regenzeit genügend Feuchtigkeit im Boden vorhanden ist.

### Chromosomensatz
Die Chromosomengrundzahl beträgt x = 12; es liegt Diploidie, vor also 2n = 24.

## Verbreitung und Gefährdung
Die genaue ursprüngliche Verbreitung ist unbekannt.
Das weite asiatische Verbreitungsgebiet von Caesalpinia sappan reicht von Sri Lanka und Indien über Myanmar, Laos, Kambodscha, die Volksrepublik China, Vietnam, Malaysia bis zu den Philippinen. Sie wird in den chinesischen Provinzen Fujian, Guangdong, Guangxi, Guizhou, Sichuan, Yunnan kultiviert.
Die IUCN stufte 1998 Caesalpinia sappan, abgesehen von den „Critically Endangered“ = „vom Aussterben bedrohten“ Populationen in Vietnam, die asiatischen Vorkommen als „least concern“ = „nicht gefährdet“ ein. Eine neue Datenerhebung ist dringend erforderlich.
Caesalpinia sappan ist in vielen tropischen Gebieten ein Neophyt: in Afrika in Nigeria, Südafrika, Tansania, Uganda sowie Zaire; in den USA; auf den Inseln Mauritius, Réunion, des Bismarck-Archipels, Fidschi sowie Taiwan.

## Taxonomie
Die Erstveröffentlichung von Caesalpinia sappan erfolgte 1753 durch Carl von Linné in Species Plantarum, 1, S. 381. Synonyme für Caesalpinia sappan L. sind Biancaea sappan (L.) Tod., Caesalpinia angustifolia Salisb., Caesalpinia sapang Noronha.

## Nutzung
In vielen tropischen Ländern, besonders in Indien, wird Caesalpinia sappan als Naturprodukt vielseitig genutzt und angebaut. Sie wird in Indien, Südostasien und auf den Guimaras als Heckenpflanzen angepflanzt. In China sowie Korea wird sie als Heilpflanze kultiviert.

### Lieferant für chemische Rohstoffe
Aus dem Stamm wird ein Harz gewonnen. Aus den Samen wird durch Extraktion mit Petrolether ein orangefarbenes Fettes Öl gewonnen. Es gibt den Sappanholz-Test zur Bestimmung der Reinheit von oder dem Gehalt an Lambanog.

### Färberpflanze
Das Kernholz zum Färben von beispielsweise Wein, Fleisch und Textilien (Wolle, Baumwolle, Seide) zu verwenden ist weitverbreitet. Der Farbstoff aus dem Kernholz ist anfangs gelb oder tief-orangefarben und wird später durch Oxidation dunkelrot. Caesalpinia sappan war ein wichtiger Lieferant für Farbstoffe. Das Kernholz enthält hohe Konzentrationen des Naturfarbstoffes Brasilin. Brasilin kann synthetisch hergestellt werden. Die Wurzeln liefern einen gelben Farbstoff. Aus der Borke wurde in Kombination mit Eisen ein schwarzer Farbstoff gewonnen. Aus den Hülsenfrüchten und der Borke wurde Druckerfarbe gewonnen. Mit diesen Farbstoffen ist ein Mehrfarbendruck möglich.

### Holzlieferant
Caesalpinia sappan wird auch Sappanholzbaum genannt. Das Kernholz von Caesalpinia sappan war unter den Namen Sappanholz, Ostindisches Rotholz oder Japanholz zur Kolonialzeiten ein wertvolles Handelsgut. Sappanholz war eines der wichtigsten Exportgüter Sumbawas und niederländische Händler hatten bereits ab 1669 Handelsverträge mit dem Sultan von Sumbawa für Sappanholz. Das rote Kernholz, das Sappanholz, war schon während des Mittelalters ein wichtiges Handelsgut. Handelsnamen für das Holz sind brazilin, sappan lignum, sappanwood. Das Splintholz ist weiß. Als Nutzholz wurde es beispielsweise als Bauholz verwendet.

### Heilpflanze
Aus Caesalpinia sappan können Medikamente gewonnen werden. Aus dem Kernholz, die Droge wird Sappan lignum genannt, wird in Kerala ein durststillendes Heilgetränk hergestellt, das beispielsweise blutreinigend oder gegen Diabetes wirkt. In vielen Ländern der Welt wird Caesalpinia sappan vielfältig in der traditionellen Medizin verwendet. Die pharmakologischen Untersuchungen bestätigen beispielsweise Einsatzmöglichkeiten in der Chemotherapie sowie Immuntherapie und antimikrobielle sowie antivirale Wirkungen. An bioaktiven Inhaltsstoffen wurden beispielsweise einige Triterpenoide, Flavonoide und sauerstoffhaltige Heterocyclen isoliert. Das Brasilin ist der Hauptpflanzeninhaltsstoff der für einige biologische Wirkungen verantwortlich ist. Beispielsweise im Ayurveda gibt es eine Anwendung. Caesalpinia sappan wird in der chinesischen Medizin verwendet um Schmerzen zu lindern. Auf den Philippinen wird Caesalpinia sappan in der Heilkunde vielfältig eingesetzt.
Es gibt Berichte über den Einsatz von Caesalpinia sappan als Antiseptikum, Emmenagogum, Adstringens, Sedativ und Hämostatikum. Caesalpinia sappan wird eingesetzt bei Hämatemesis, Mastodynie, Syphilis, Prellungen, Wunden, Blutungen, Diarrhöe, Ruhr (Dysenterie), Metrorrhagie und Orchitis.
Auch die Laubblätter werden medizinisch verwendet.

### Inhaltsstoffe
In vielen Pflanzenteilen sind Tannine enthalten, 19 % in den Laubblättern, 44 % in der Borke und in den Fruchtklappen, 40 % in den ganzen Hülsenfrüchten. Aus den Laubblätter können 0,16 bis 0,25 % ätherische Öle gewonnen werden, die besonders (+)-α-Phellandren, Terpene und Methylalkohol enthalten.
An Inhaltsstoffen wurden isoliert: Neocaesalpin; die drei Brasilinderivate: Brasilein, Brasilin, Brasilid; das Dibenzoxocin: Protosappanin; die zwei Lignane: (±)-Lyoniresinol, (−)-Syringaresinol; die zwei Chalcone: 3-Deoxysappanchalcon, Sappanchalcon; das Homoisoflavonoid 3-Deoxysappanon; die zwei Flavonoide: Rhamnetin, 3,8-Dihydroxy-4,10-dimethoxy-7-oxo-[2]benzopyrano[4,3-b]benzopyran; das Stilben: (E)-3,3′-dimethoxy-4,4′-dihydroxystilben; das Chroman 3,7-Dihydroxy-chroman-4-on; die drei Sterole: Stigmasterol, β-Sitosterol, Daucosterin; die zwei Fettsäuren: Diethyladipat, Stearinsäure.

## Trivialnamen
Trivialnamen in verschiedenen Sprachen sind beispielsweise:
- Englisch: Brazilwood, false sandalwood, Indian brazilwood, Japan wood tree, sappan, sappan wood tree, sappan wood tree, sappanwood, Indian redwood, Sappan tree
- Französisch: bois de sappan, bois sappan, brésillet des Indes, campêche sappan
- Portugiesisch: gango, Pau de sapan, pau de sapao, pau-Brasil, sapao
- Burmesisch: teing-nyet
- Philippinisch: sapang, sibukao
- Hindi: bakan, bokmo, पतङ्ग patunga, patungam, vakam, vakum, बाकम bakam, पतङ्ग्  pataṅg
- Sanskrit: पतङ्ग् patang, पतङ्ग pataṅga, pattaranjaka
- Indonesisch: kayu cang, kayu sekang, secang, soga jawa
- Javanesisch: soga jawa
- Laotisch = Sino-Tibetanisch: faang, fang deeng
- Malaiisch: sepang
- Thai: faang, fang som, ngaai
- Vietnamesisch: hang nhuôm, tô môc, cây gô vang, Cây vang, Gỗ vang, Mạy vang, Tô phượng, Vang, Vang nhuộm
- Chinesisch: su fang, 苏木 sū mù
- Koreanisch: sobangmog
- Japanisch: スオウ Suō (Suou), 蘇芳 Suō,  蘇方 Suō,  蘇枋 Suō
- Arabisch: بَقّمْ هندى Baqqam hindī
- Tamilisch: பதிமுகம் Patimukam, பதிமுகம்அ Patimukama, பதாங்கம் Patāṅkam
- auf den Sunda-Inseln: sěchang